# InsomniacsDream
InsomniacsDream – pierwszy album studyjny kwartetu jazzowego Gutbucket. Album nagrany w listopadzie 2000 roku, zawiera 11 utworów w stylice jazzu, punk-jazzu i rocka. Płyta nagrana w składzie:
- Ty Citerman – gitara
- Paul Chuffo – perkusja
- Eric Rockwin – kontrabas
- Ken Thomson – saksofon

## Lista utworów
| Nr  | Tytuł                                                             | Długość |
| --- | ----------------------------------------------------------------- | ------- |
| 1.  | Insects (Subtraction at St. Louise)                               | 3:33    |
| 2.  | Don't Fall On Dirty Mary                                          | 3:30    |
| 3.  | Ornette's Computer People                                         | 4:14    |
| 4.  | Revolution For Sale                                               | 4:49    |
| 5.  | Song of Seasickness                                               | 3:29    |
| 6.  | Sweet Tooth, Bleeding Gums                                        | 7:59    |
| 7.  | Comsuption                                                        | 4:56    |
| 8.  | Up from the Christmas Wreckage                                    | 3:00    |
| 9.  | Being Questioned about Iran Contra while eating French Onion Soup | 3:33    |
| 10. | Its KT                                                            | 5:35    |
| 11. | Rock N’ Roll                                                      | 4:23    |